# 진 오트리
진 오트리(Gene Autry, 본명은 오번 그로버 오트리(Orvon Grover Autry), 1907년 9월 29일 ~ 1998년 10월 2일)는 미국의 싱어송라이터, 기타 연주자, 음반 프로듀서, 영화배우, 영화연출가, 야구기업가이다.

## 생애
1928년 기타리스트로 첫 데뷔하였고 1929년 가수 데뷔하였으며 1934년 미국 영화 《In old Santa Fe》의 단역으로 영화배우 데뷔하였고 1953년 미국 영화 《The last of the pony riders》에 주연, 이 영화로 영화연출가 데뷔하였으며 1960년 야구기업가로 첫 입문하였다.

## 유명세
그는 보통적으로 대한민국 국내에서는 《The yellow rose of Texas》라는 미국 민요를 불러 대중화한 컨트리 음악 가수로 널리 잘 알려져 있다.

## 같이 보기
- 미치 밀러
- 토니 베넷
- 앤디 윌리엄스